# Shamim Azad
  Shamim Azad  (bengalí: শামীম আজাদ)  (Mymensingh, 11 de novembre de 1952) és una escriptora de Bangladesh bilingüe britànica, poeta i contista.

## Biografia
Nasqué a Mymensingh, Dhaka, Bengala de l'Est (hui Bangladesh) (ciutat on el seu pare treballava); la seua ciutat natal és Sylhet. Estudia a Jamalpur, a l'Institut de Xiquetes al 1967 i es llicencia en el Tangail Kumudini College al 1969. Obté la llicenciatura en la Universitat de Dhaka amb honors el 1972.
Al 1990, Azad marxa a Anglaterra.

## Carrera
Ha publicat històries folklòriques de Bangladesh i Europa. Fusiona les línies entre educació i diversió i els seus tallers estan basats en el folklore asiàtic, patrimoni i tradicions orals.
Ha publicat 14 llibres: novel·les, contes, assaigs i poemes en anglés i en bengalí; ha estat inclosa en algunes antologies com Poesia sud-asiàtica britànica, El meu naixement no fou en va, Velocitat, Emlit Projecte i Llengües maternes. Escrigué dues obres per a Teatre de Mitja Lluna. Ha treballat amb compositors com Richard Blackford, Kerry Andrew, el coreògraf Rosemary Lee, l'artista visual Robin Whitemore i la dramaturga Mary Cooper.
Ha actuat en escenaris com el Museu de Londres, Cambridge Water Stone, Ràdio Llibertat, Battersea Centre d'art, Casa Lauderdale, Commonwealth Institute, Biblioteca britànica, Consell britànic de Bangladesh, Takshila, a Pakistan i Nova York. La seua residència docent ha estat la Universitat d'Estiu Torre Hamlets, Sunderland Biblioteca de Ciutat i Centre d'art, Arts de l'Est, Societat de Poesia, Magic Em, Rich Mix, Kinetika, Teatre de Mitja Lluna, Apples & Snakes, etc.
Azad és administradora d'Una Acció Mundial i Rich Mix a Bethnal Verda, Londres. És presidenta de Bishwo Shahitto Kendro (Centre de Literatura Mundial) a Londres. És part del grup de narració East, que convida residents locals a compartir històries de la rica i diversa immigració de l'Eastend.

## Premis
Rebé el "Bichitra Premi de Bangladesh" el 1994, "Any del Premi" d'Artista d'Arts de Londres al 2000, el "Sonjojon-Un Rouf" al 2004, i el "Premi Cívic" de Regne Unit al 2004.

## Vida personal
Azad viu a Wanstead, Redbridge, Londres.

## Obra

### Novel·les i històries
| Any  | Títol                         |
| ---- | ----------------------------- |
| 1988 | Shirno Shuktara               |
| 1989 | Dui Romonir Moddhoshomoy      |
| 1991 | Arekjon                       |
| 2003 | Shamim Azader Golpo Shonkolon |
| 2009 | Un cor vocal                  |
| 2012 | Priongboda                    |

### Poesia
| Any  | Títol                                 |
| ---- | ------------------------------------- |
| 1983 | Valobashar Kobita                     |
| 1984 | Sporsher Opekkha                      |
| 1988 | Ell Jubok Prendre Vobisshot           |
| 2007 | Om                                    |
| 2008 | Jiol Jokhom                           |
| 2010 | Jonmandho Júpiter                     |
| 2011 | Shamim Azader Prem Opremer 100 Kobita |

### Literatura infantil
| Any  | Títol                                 |
| ---- | ------------------------------------- |
| 1992 | Fantasma de sambori (amb Mary Cooper) |
| 1994 | La bassa                              |
| 2000 | La vida del senyor Aziz               |
| 2012 | Boogly El Burgundy Cheetah            |

### Col·leccions de poesia i traduccions
| Any  | Títol                                  |
| ---- | -------------------------------------- |
| 1998 | Poesia asiàtica del sud britànica      |
| 2001 | El meu naixement no fou en va          |
| 2003 | Velocitat (25 Bochorer Bileter Kobita) |
| 2008 | El Majestic Nit                        |